# 캔디스 버건
캔디스 버건(Candice Bergen, 1946년 5월 9일 ~ )은 미국의 배우이다.

## 출연 작품
- 미스 에이전트 - 캐시 모닝사이드 역
- 총알을 물어라
- 북클럽 - 섀론 역